# 이노코모치
이노코모치(일본어: 亥の子餅)는 일본에서 음력 10월의 첫 해일 해시에 먹는 떡이다. 이 떡을 먹으면 병에 걸리지 않는다는 중국의 속신에서 유래되었다.